# Пам'ятник «Бітлз» (Донецьк)

Скульптурна композиція Бітлз

Пам'ятник «Бітлз» у Донецьку — пам'ятник «Бітлз» — британської рок-групи, яка внесла монументальний внесок у розвиток популярної музики, яка досягла безпрецедентної популярності. Встановлений у 2006 році біля входу в студентський фастфуд «Ліверпуль».
Фігури музикантів виконані харківським скульптором Володимиром Антиповим із пластмаси і пофарбовані під бронзу. Фігури приблизно двометрові і зображають музикантів під час концерту. Скульптор переглянув всю антологію виступів «Бітлз», для того щоб досягти максимальної схожості з ліверпульської четвіркою.
Учасники групи за одягом і зачісками відповідають 1963—1964 рокам, крім Джона Леннона, який зображений в окулярах, із зачіскою зразка 1967—1968 років. Джон Леннон стоїть з викинутою вперед рукою, закинувши гітару за спину — як у відеокліпі на пісню «Hello Goodbye», коли він пародіював Елвіса Преслі. Рінго Старр сидить з нахилом у бік, «у своєму стилі».
Стіна за пам'ятником вкрита мозаїкою у вигляді британського прапора. Пам'ятник супроводжується музичним оформленням — біля нього звучать пісні «Бітлз».